# Entedon bicolor
Entedon bicolor är en stekelart som beskrevs av Johan Wilhelm Dalman 1820. Entedon bicolor ingår i släktet Entedon och familjen finglanssteklar.
Artens utbredningsområde är Sverige. Arten är reproducerande i Sverige. Inga underarter finns listade i Catalogue of Life.